# پوسینا
پوسینا (به ایتالیایی: Posina) یک کومونه در ایتالیا است که در استان ویچنزا واقع شده‌است.

## خصوصیات
پوسینا ۴۳ کیلومترمربع مساحت و ۷۲۶ نفر جمعیت دارد.